# Gustaf Almquist
Johan Gustaf Almquist, född 1 juni 1841 i Jönköpings församling, död där 31 december 1899, var en svensk skollärare och riksdagsman.
Almquist var anställd som adjunkt vid Jönköpings högre allmänna läroverk.